# マックス・プランク人類史科学研究所
マックス・プランク人類史科学研究所 (英語:Max Planck Institute for the Science of Human History、ドイツ語: Max-Planck-Institut für Menschheitsgeschichte) は、考古遺伝学と言語進化、文化進化、考古学について研究する研究所である。80以上あるマックス・プランク研究所のうちの1つで、ドイツのイェーナにある。

## 運営者
- en:Nicole Boivin (考古学部門)[2]
- en:Russell Gray (言語および文化進化学部門)
- en:Johannes Krause (考古遺伝学部門)